# لوون کاراخان
لوون میکائیلی کاراخانیان (ارمنی: Լեւոն Միքայելի Կարախանյան؛ ۲۰ ژانویهٔ ۱۸۸۹ – ۲۰ سپتامبر ۱۹۳۷) یک دیپلمات ارمنی‌تبار اهل اتحاد شوروی بود.

## زندگی‌نامه
وی در ۲۰ ژانویه ۱۸۸۹ در تفلیس به دنیا آمد. در جریان پاکسازی بزرگ دستگیر و در ۲۰ سپتامبر ۱۹۳۷ در سن ۴۸ سالگی در مسکو اعدام شد. در سال ۱۹۵۶ از وی اعاده حیثیت شد.